# Jill Marie Jones

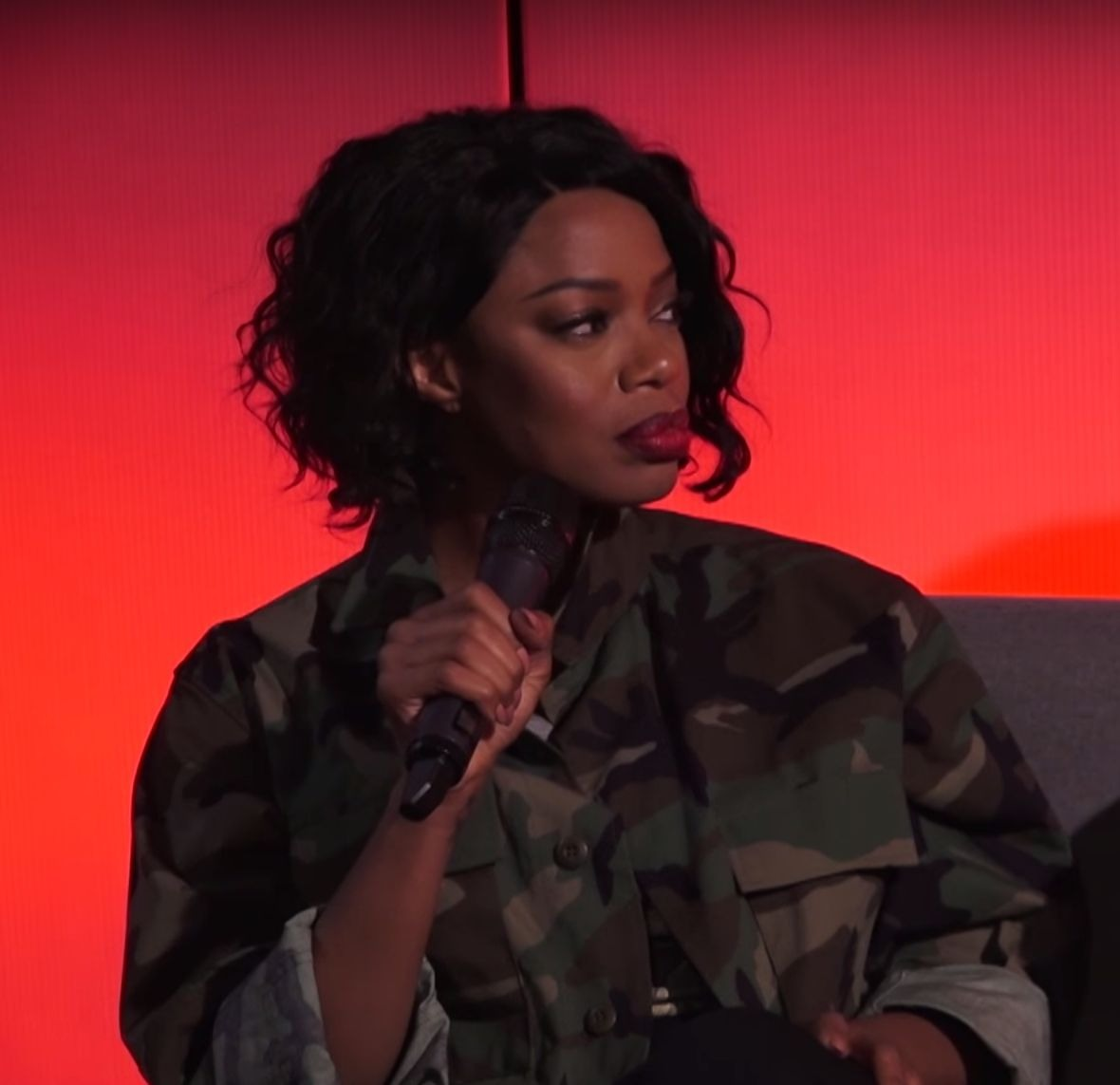
Jill Marie Jones (2018)

Jill Marie Jones (* 4. Januar 1975 in Dallas, Texas) ist eine US-amerikanische Schauspielerin.

## Leben
Jones gehörte zwei Jahre den Dallas Cowboys Cheerleaders an, ein Jahr trat sie in ähnlicher Funktion für die Mannschaft Dallas Mavericks auf. Sie studierte an der Texas Woman's University und arbeitete nebenbei als Fotomodell. Danach zog sie nach Los Angeles und widmete sich der Schauspielkunst.
Jones debütierte in einer Folge der Fernsehserie City Guys aus dem Jahr 2000. In den Jahren 2000 bis 2006 spielte sie in der Fernsehserie Girlfriends die Rolle von Antoinette Marie Childs, der besten Freundin von Joan Carol Clayton (Tracee Ellis Ross). Für diese Rolle wurde sie im Jahr 2004 für den BET Comedy Award nominiert; 2006 wurde sie für den Image Award nominiert.
In der Komödie Redrum (2007) übernahm Jones eine der Hauptrollen. In der Weihnachtskomödie The Perfect Holiday (2007) spielte sie an der Seite von Gabrielle Union, Morris Chestnut und Queen Latifah.
Im Jahr 2002 erschien das Bild von Jones auf der Titelseite einer der Ausgaben der Zeitschrift King. Im Jahr 2005 trat sie in der Fernsehsendung All Shades of Fine: 25 Hottest Women of the Past 25 Years auf.

## Filmografie (Auswahl)
- 2000–2006: Girlfriends (Fernsehserie, 137 Episoden)
- 2007: Redrum
- 2007: Das perfekte Weihnachten (The Perfect Holiday)
- 2008: The Longshots
- 2008: Major Movie Star (Private Valentine: Blonde & Dangerous)
- 2009: Drool
- 2010: Gillian in Georgia (Fernsehserie, 10 Episoden)
- 2011: 35 and Ticking
- 2011: Meeting Spencer
- 2013: American Horror Story (Fernsehserie, 1 Episode)
- 2013–2015: Sleepy Hollow (Fernsehserie, 6 Episoden)
- 2014: Men, Money & Gold Diggers
- 2014: Hear No Evil
- 2015–2016: Ash vs. Evil Dead (Fernsehserie, 10 Episoden)
- 2018: Craig Ross Jr.'s Monogamy
- 2019: Black-ish (Fernsehserie, 1 Episode)
- 2023: The Neighborhood (Fernsehserie, 1 Episode)
- seit 2023: The Chi (Fernsehserie)